# 大阪府道・奈良県道7号枚方大和郡山線
大阪府道・奈良県道7号枚方大和郡山線（おおさかふどう・ならけんどう7ごう ひらかたやまとこおりやません）は、大阪府枚方市から奈良県大和郡山市に至る府県道（主要地方道）である。

## 概要
大阪府枚方市村野西町から奈良県大和郡山市冠山町に至る。
大阪府、奈良県境の傍示峠付近には、ローリング族対策のため二輪車が通行禁止となっている区間がある。この区間は超急勾配が約1 kmにわたって続く難所である。

### 路線データ
- 起点：大阪府枚方市村野西町（浜橋北詰交差点、国道168号交点）
- 終点：奈良県大和郡山市天理町（天理町交差点、奈良県道9号奈良大和郡山斑鳩線交点）

## 歴史
当道路の元になった傍示越は大和・河内国境の傍示峠を越える、平安時代からの古道である。傍示越は平安初期に創建された八葉蓮華寺の僧兵が利用した道が元になっていると考えられている。
八葉蓮華寺の勢力が衰えた後も、北河内より大和・紀伊への抜け道として、熊野参詣や大和郡山から淀川水系への陸運に利用されたようである。
前述のとおり、現在の傍示峠付近は急勾配の難所であるため車の通行はほとんどなく、静かなたたずまいである。しかし、同じ大和・河内国境の難所である暗越奈良街道とは異なり、往時をしのぶものはほとんど残っていない。

### 年表
- 1959年（昭和34年）12月1日 - 大阪府が一般府道枚方大和郡山線として認定。
- 1961年（昭和36年）2月1日 - 奈良県が一般府県道102号枚方大和郡山線として認定。
- 1982年（昭和57年）
  - 4月1日 - 建設省（現・国土交通省）が主要地方道に指定[1]。
  - 12月24日 - 奈良県道34号となる。
- 1983年（昭和58年）2月8日 - 大阪府道22号となる。
- 1993年（平成5年）5月11日 - 建設省から、府県道枚方大和郡山線が枚方大和郡山線として主要地方道に再指定される[2]。
- 1994年（平成6年） - 両府県で路線番号を7へ統一。

かつて大阪府道7号は豊中亀岡線（1994年（平成6年）、京都府道との番号調整で43号に改番）で使われ、奈良県道7号は現国道169号の一部だった奈良天理線（1993年（平成5年）廃止）で使われた。
- 2014年（平成26年）1月31日、奈良県生駒市上村大橋から西光寺橋の区間において、東側は南行き一方通行、西側は北行き一方通行に切り替えた[3]。

## 路線状況

### 別名
- 傍示越（ほうじごえ）
- 峡崖の道（かいかけ - 河内国側の呼び名）
- 郡南街道（ぐんなんかいどう）

### 重複区間
- 大阪府道736号交野久御山線（大阪府交野市倉治2丁目・倉治南交差点 - 交野市倉治6丁目・倉治交差点）

### 道路施設

#### 道の駅
- 奈良県
  - クロスウェイなかまち（奈良市）

## 地理

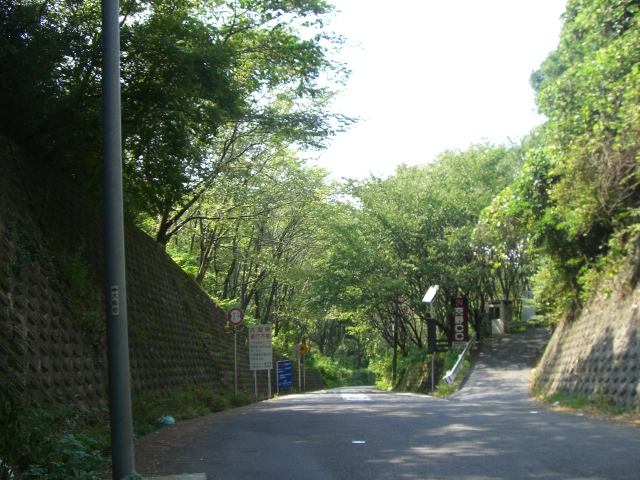
大阪・奈良府県境付近

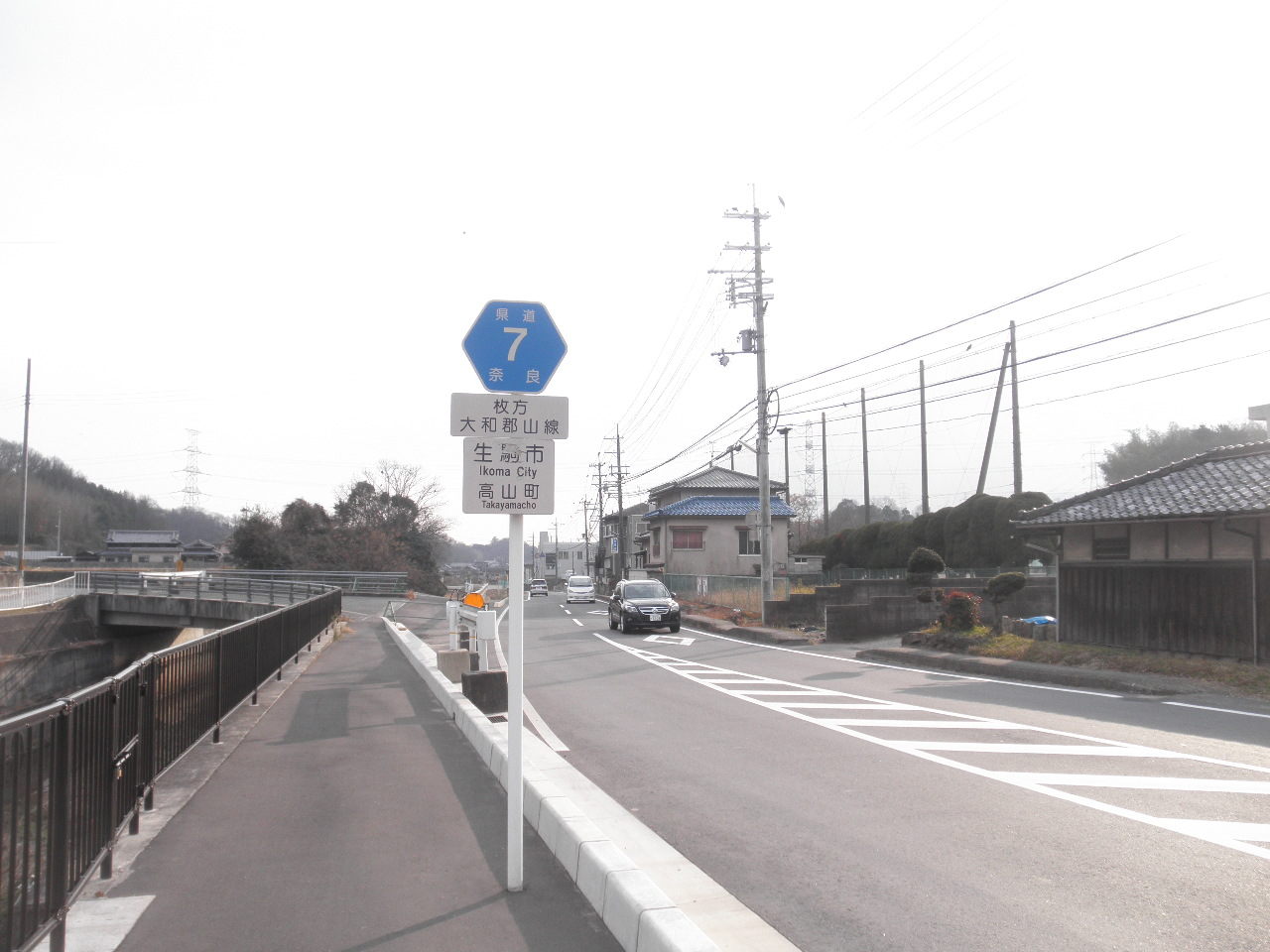
本道の標識
奈良県生駒市高山町で撮影

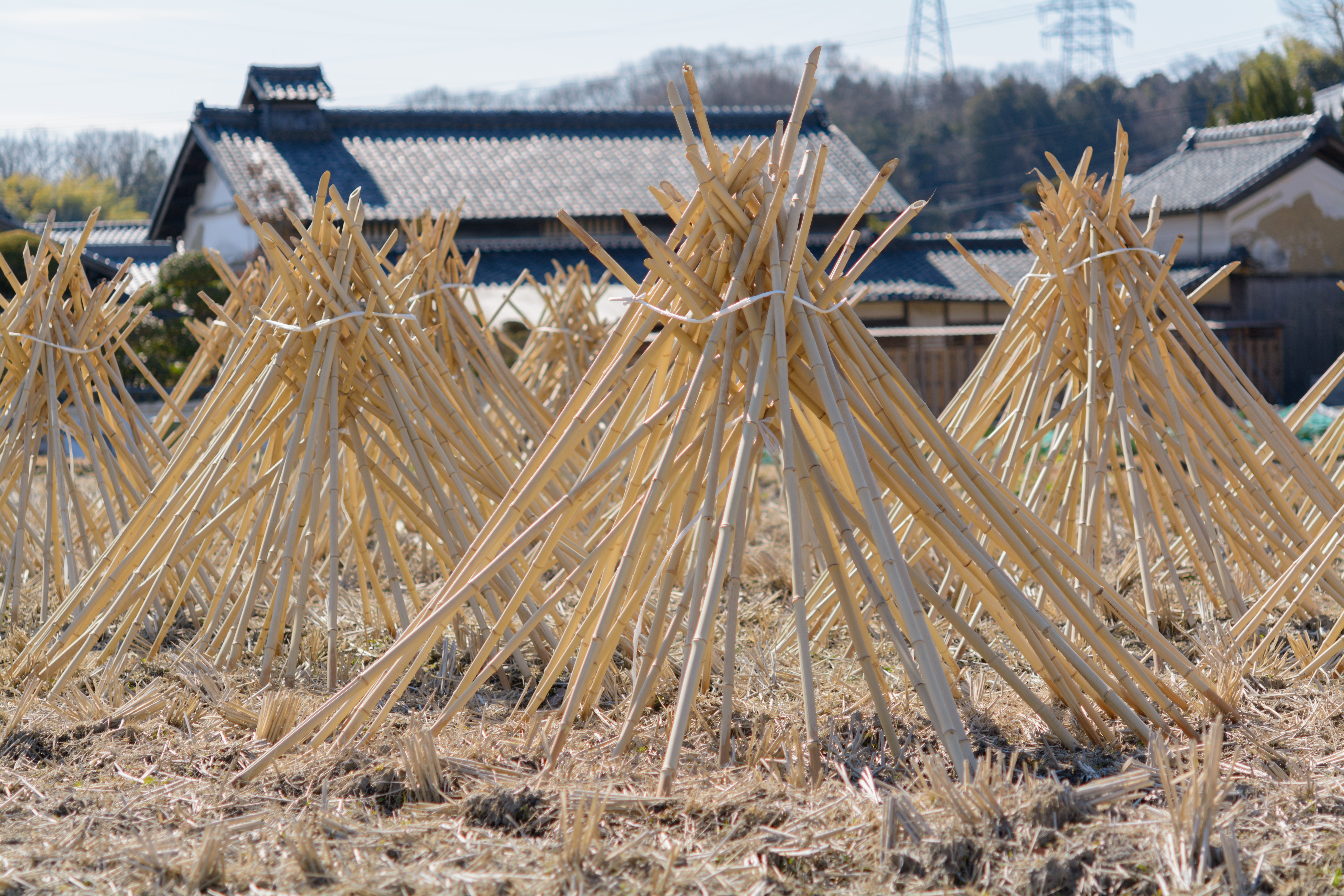
竹の寒干し、生駒市高山町の沿道で

### 通過する自治体
- 大阪府
  - 枚方市
  - 交野市
- 奈良県
  - 生駒市
  - 奈良市
  - 大和郡山市

### 交差する道路
| 交差する道路                           | 都道府県名 | 市町村名   | 市町村名                | 交差する場所              | 交差する場所 |
| -------------------------------------- | ---------- | ---------- | ----------------------- | ------------------------- | ------------ |
| 国道168号                              | 大阪府     | 枚方市     | 村野西町                | 浜橋北詰交差点 / 起点     |              |
| 大阪府道18号枚方交野寝屋川線           | 大阪府     | 交野市     | 幾野6丁目               | 出鼻橋交差点              |              |
| 大阪府道736号交野久御山線 重複区間起点 | 大阪府     | 交野市     | 倉治2丁目               | 倉治2交差点               |              |
| 大阪府道736号交野久御山線 重複区間終点 | 大阪府     | 交野市     | 倉治6丁目               | 倉治交差点                |              |
| 国道1号 / 第二京阪道路                 | 大阪府     | 交野市     | 青山4丁目               | 青山3交差点 8 交野北IC    |              |
| 国道1号 / 第二京阪道路                 | 大阪府     | 交野市     | 東倉治2丁目             | [ 注釈 1 ]                |              |
| 奈良県道65号生駒井手線                 | 奈良県     | 生駒市     | 高山町                  |                           |              |
| 奈良県道72号生駒精華線                 | 奈良県     | 生駒市     | 高山町                  | 出店橋交差点              |              |
| 国道163号                              | 奈良県     | 生駒市     | 高山町                  | 高山大橋交差点            |              |
| 大阪府道・奈良県道702号大阪枚岡奈良線  | 奈良県     | 奈良市     | 三碓（みつがらす）4丁目 |                           |              |
| 奈良県道1号奈良生駒線                  | 奈良県     | 奈良市     | 三碓7丁目               | [ 注釈 2 ]                |              |
| 大阪府道・奈良県道702号大阪枚岡奈良線  | 奈良県     | 奈良市     | 三碓7丁目               |                           |              |
| 国道308号                              | 奈良県     | 奈良市     | 中町                    | 砂茶屋交差点              |              |
| 第二阪奈道路                           | 奈良県     | 奈良市     | 中町                    | 砂茶屋橋東詰交差点 中町IC |              |
| 奈良県道249号大和郡山環状線            | 奈良県     | 奈良市     | 石木町                  | 登弥橋交差点              |              |
| 奈良県道249号大和郡山環状線            | 奈良県     | 大和郡山市 | 城町                    | 城町中交差点              |              |
| 奈良県道9号奈良大和郡山斑鳩線          | 奈良県     | 大和郡山市 | 天理町                  | 天理町交差点 / 終点       |              |

### 交差する鉄道
- 京阪交野線
- 片町線（学研都市線）
- 近鉄けいはんな線
- 近鉄奈良線

### 沿線
大阪府
- 枚方市
  - 天野川
  - 京阪交野線 村野駅
- 交野市
  - 機物神社
  - 交野山
    - 交野いきものふれあいの里
    - 交野山森林公園
    - 交野カントリー倶楽部

  - 府民の森くろんど園地

奈良県
- 生駒市
  - 高山溜池・黒添池
    - くろんど池自然公園

  - 高山（伝統工芸品高山茶筌の産地）
    - 高山竹林園
    - 高山城跡
    - 高山八幡宮

  - 生駒市立生駒北小学校
  - 生駒市立生駒北中学校
  - 高山郵便局（奈良県生駒市北部の郵便局）
  - 近鉄けいはんな線 学研北生駒駅
  - 生駒市北コミュニティーセンターISTAはばたき
  - 長弓寺
  - 圓證寺
- 奈良市
  - 奈良県立奈良北高等学校
  - 杵築神社
  - 奈良市立富雄北小学校
  - 近鉄奈良線 富雄駅
  - 奈良市立富雄中学校
  - 奈良市立富雄南小学校
  - 添御懸巫神社
  - 霊山寺
  - 奈良市立西部生涯スポーツセンター
  - 登弥神社
- 大和郡山市
  - 郡山城大阪口
  - 大和郡山市立郡山中学校
  - 天理教郡山大教会

### 峠
- 大阪府
  - 傍示峠（交野市 - 奈良県生駒市）